# 長谷川仁
長谷川 仁（はせがわ じん、1919年（大正8年）4月13日 - 1994年（平成6年）3月11日）は、昭和期のジャーナリスト、政治家。参議院議員（2期、自由民主党）。

## 人物・経歴
茨城県出身。1938年（昭和13年）上智大学新聞学科卒業。卒業後は同盟通信社記者となり、東亜部南京支局、広東支局で勤務し、陸軍報道班員を務めた。戦後の1946年（昭和21年）に産経新聞社に入る。産経新聞では香港支局長、台湾支局長、東南アジア総局長、北京特派員、東京本社論説委員などを歴任する。
1962年（昭和37年）7月の第6回参議院議員通常選挙で自由民主党公認で全国区から立候補して当選する。1968年（昭和43年）7月の第8回通常選挙（全国区）でも再選され、参議院議員に連続2期在任した。この間に第1次佐藤第2次改造内閣防衛政務次官、参院外務委員長、参院沖縄及び北方問題特別委員長、参院自民党副幹事長、同政策審議会副会長、同党遊説局長、同党茨城県連顧問などを務めた。1974年（昭和49年）7月の第10回通常選挙（全国区）で落選した。1994年（平成6年）3月11日死去、74歳。死没日をもって従四位に叙される。

## 栄典
- 韓国一等修交勲章〔昭和45年〕[1][2]
- 中華民国大綬景星勲章〔昭和47年〕[1][2]
- チャイナアカデミー名誉文学博士号〔昭和47年〕[1][2]
- 勲二等瑞宝章〔平成元年〕[1][8]
- 従四位〔平成6年〕

## 著作
- 『中国の運命を決する百人』大阪新聞社東京出版局、1949年。
- 『知らなすぎる中国』ダイヤモンド社、1974年。
- 『ガンよ妻を返せ』広済堂出版、1977年。